# Mount Sterling (Wisconsin)
Pour les articles homonymes, voir Mount Sterling.
Mount Sterling est un village du comté de Crawford, dans l'État du Wisconsin, aux États-Unis. En 2020, il comptait une population de 189 habitants.